# Герб Борзнянського району
Герб Борзня́нського райо́ну — офіційний символ Борзнянського району Чернігівської області.

## Опис
Герб розміщений на чотирикутному щиті із загостренням у напівкруглій основі, розділений на три частини — скошений зліва і понижено перетятий хвилястою смужкою — і має пурпурову кайму.
У верхній синій частині щита розміщене зображення церковної споруди у сріблі і вохрі — символ православної віри. Крім того, це зображення символізує божі храми, як пам’ятки минулого, залишені предками.
У центрі щита на зеленому полі — розгорнута книга. Вона символізує розвиток освіти та культури в районі, перш за все навчальні заклади: Борзнянський державний сільськогосподарський технікум, гімназія ім. П. Куліша, загальноосвітні школи, а також музеї району.
Нижня частина — золота. 

## Історичні герби Борзнянщини

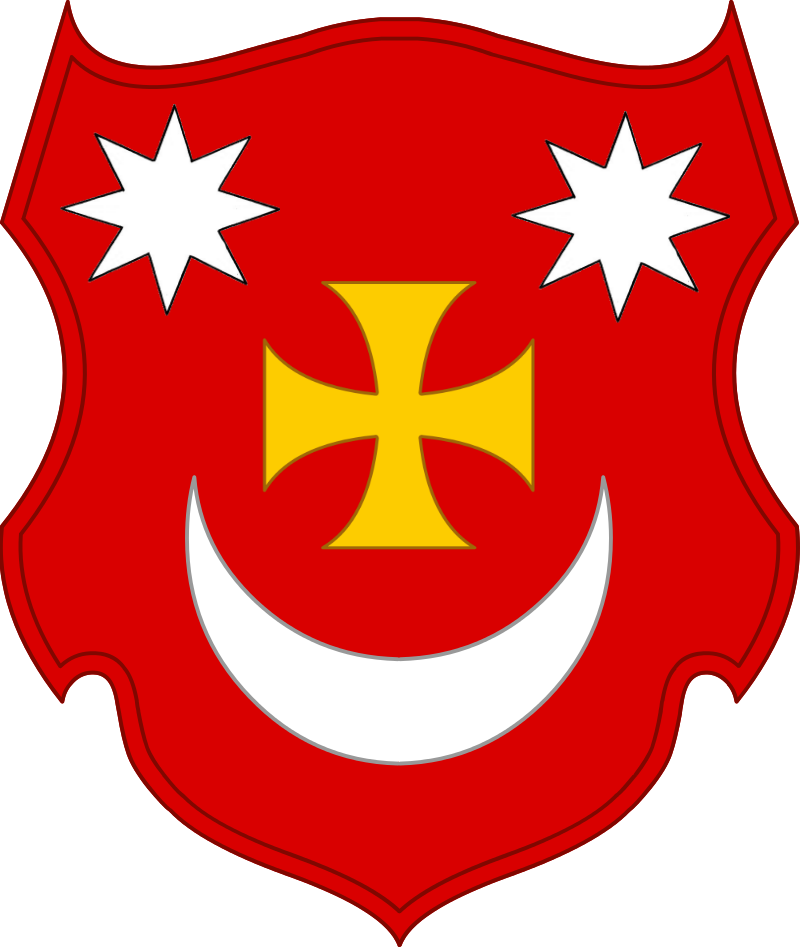
Герб Борзнянської сотні (реконструкція)

В полі печатки Борзнянської сотні 1762 року заокруглений хрест над півмісяцем, що лежить рогами догори, обабіч дві восьмипроменеві зірки, згори шоломова корона, навколо дві пальмові галузки. Очевидно, що сотенний герб різнився від міського додаванням зірок.
Шафонский А. дав таке повідомлення рол сотенний герб: “Оный гербъ еще до открытія Черниговскаго намhстничества въ Сотенной Борзенской Канцеляріи въ печати употребляемъ былъ, но когда и кhмъ онъ данъ – неизвhстно ...”